# André Haschker
André Haschker (* 16. Februar 1983 in Dresden) ist ein ehemaliger deutscher Squashspieler.

## Karriere
André Haschker spielte 2005 erstmals auf der PSA World Tour, auf der er bislang zweimal im Endspiel stand. Seine beste Platzierung in der Weltrangliste erreichte er mit Rang 135 im Mai 2013. Mit dem Black&White RC Worms gewann er 2012 die European Squash Club Championships. Ein Jahr zuvor wurde er deutscher Mannschaftsmeister. Mit der deutschen Nationalmannschaft nahm er bereits 2011 und 2013 an einer Weltmeisterschaft teil. Auch bei Europameisterschaften stand er im Kader, unter anderem bei den dritten Plätzen 2012 und 2013. Im Februar 2015 beendete er seine Karriere auf der World Tour.
2016 beendete er erfolgreich eine Ausbildung zum Hotelfachmann.

## Erfolge
- Europapokalsieger mit dem Black&White RC Worms: 2012
- Deutscher Mannschaftsmeister mit dem Black&White RC Worms: 2011, 2013